# Tapete de Yazd
O tapete de Yazd é um tipo de tapete persa. A tecelagem deste tipo de tapete começou há poucos anos, devido à diminuição da produção de tecidos em Yazd, que era uma cidade com grande fama pela qualidade de seus tecidos, confeccionados por renomados artesãos de origem zoroástrica.

## Descrição
Os motivos são tomados dos tapetes de Kerman, principalmente uma ornamentação do medalhão central sobre fundo liso. A técnica de trabalho também é a mesma da de Kerman, apesar de no geral, a densidade de nós seja inferior.